# 駒錦信樹
駒錦 信樹（こまにしき のぶき、1901年12月2日 - 1964年8月8日）は、大阪府大阪市港区出身で井筒部屋、千田川部屋(大坂)、出羽海部屋に所属した大相撲力士。本名は久川 信樹。173cm、107kg。最高位は西前頭13枚目。

## 来歴
1919年5月井筒部屋より初土俵、1924年1月限りで大坂相撲に移籍、大坂で十両に昇進する。1927年1月の東西合併のときに出羽海部屋に移籍、その場所十両に組みこまれた。幕下と十両の往復が長かったが、1931年1月に新入幕。
春秋園事件に加担し1932年1月脱退（実質的最終場所は1931年10月）した。

## 成績
- 幕内2場所3勝15敗4休
- 通算30場所102勝105敗13休2預
- 幕下優勝1回（1929年5月）

## 改名
西田山→駒ヶ嶽（1924年5月、大坂にて）→駒錦（1927年1月、東西合併より）